# Emil Rothpletz

Emil Rothpletz (etwa 1886)

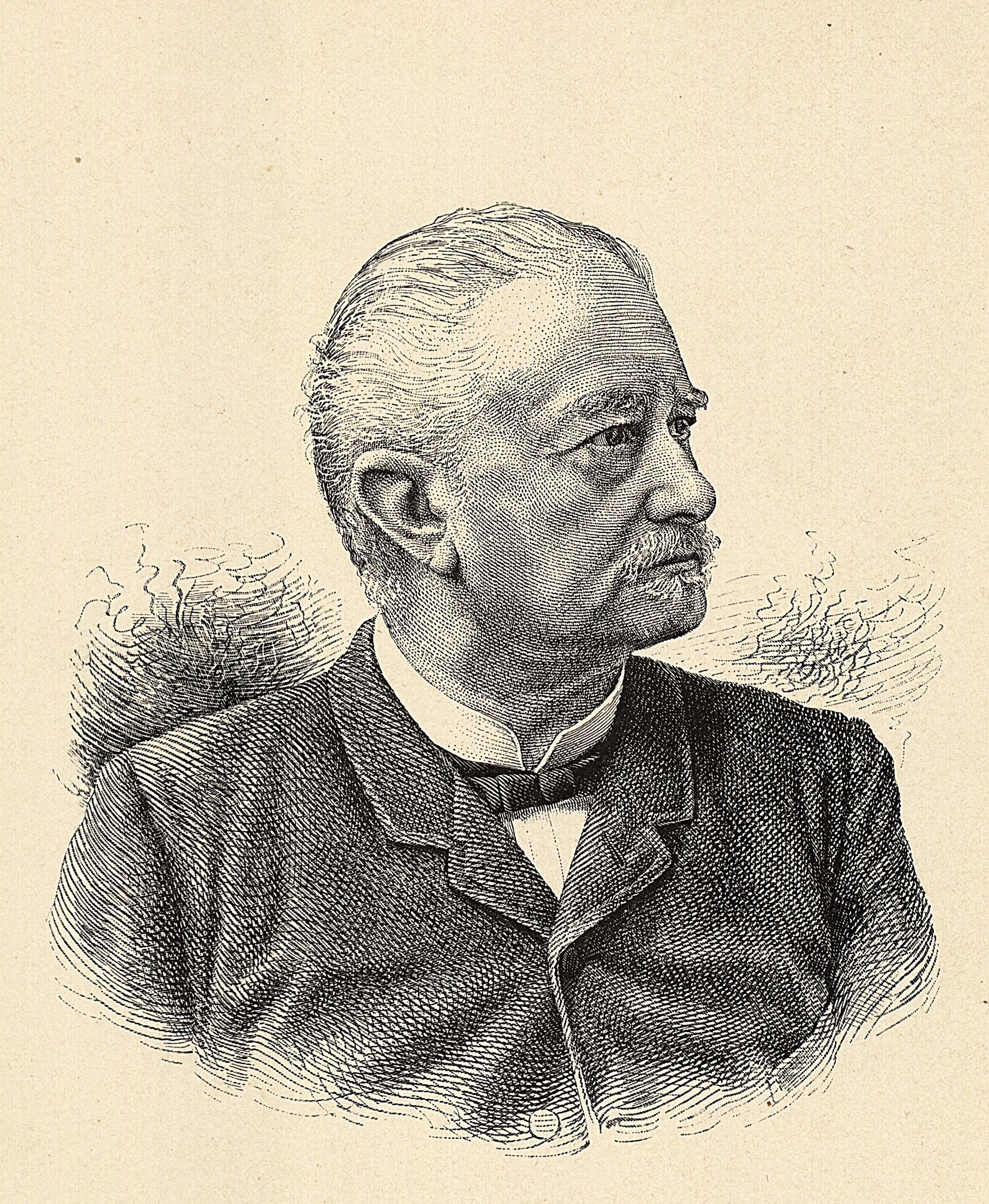
Emil Rothpletz

Christian Emil Rothpletz (* 21. Februar 1824 in Aarau; † 13. Oktober 1897 in Zürich) war ein Schweizer Jurist, Offizier, Hochschullehrer und Politiker.

## Biografie
Emil Rothpletz studierte von 1842 bis 1847 an den Universitäten Heidelberg und Zürich Rechtswissenschaft. In Heidelberg schloss er sich 1843 dem Corps Guestphalia und dem Corps Helvetia an. An der Universität Zürich hatte Rothpletz mit einer Monografie über Jean-Gabriel Eynard doktoriert.
Am Sonderbundskrieg von 1847 nahm er als Freiwilliger teil und beteiligte sich anschliessend im März 1848 an der Revolution in Berlin.
Anschliessend liess er sich als Fürsprech in Aarau nieder. 1852 wurde er dort Bezirksrichter, in den Jahren 1852 bis 1858 als Gerichtspräsident. Von 1856 bis 1858 war er Oberrichter und ab 1858 Präsident des Kriminal- und Schwurgerichts.
In der Schweizer Armee wurde er 1855 zum Hauptmann des Artilleriestabs befördert. 1856 wurde er Adjunkt von Hans Herzog. 1860 erfolgte seine Beförderung zum Major, 1863 zum Oberstleutnant und Waffenchef der aargauischen Artillerie und 1867 zum Oberst im eidgenössischen Generalstab. In der Grenzbesetzung während des Deutsch-Französischen Kriegs war er Adlat von General Hans Herzog. Von 1875 bis 1883 kommandierte er die 5. Division.
1878 wurde Rothpletz zum Professor für Kriegsgeschichte, Strategie, Taktik, Heeresorganisation und -verwaltung und ersten Leiter der neu gegründeten Militärabteilung an der ETH Zürich berufen. Die Professur hatte er bis 1897 inne. Er verfasste zahlreiche militärwissenschaftliche Publikationen.
Als Politiker gehörte Rothpletz von 1850 bis 1851 dem Aarauer Stadtrat an. Von 1864 bis 1865 und von 1871 bis 1878 war er Mitglied des Grossen Rats des Kantons Aargau. Von 1889 bis 1891 war er erster Präsident der Eidgenössischen Kunstkommission.
Emil Rothpletz war Kunstliebhaber und -sammler. Seine Gemäldesammlung ist teilweise im Schlössli Aarau, seinem Wohnsitz ab 1862, zu finden. Er war von 1860 bis 1874 Gründungspräsident des Aargauischen Kunstvereins.